# Theridion martini
Theridion martini är en spindelart som beskrevs av Claude Lévi 1959. Theridion martini ingår i släktet Theridion och familjen klotspindlar. Inga underarter finns listade i Catalogue of Life.